# Palazzo Barbadori
Palazzo Barbadori è un edificio storico di Firenze, situato in via de' Guicciardini dal 2 all'8 rosso. Il palazzo, di cui resta solo il fronte, mentre il resto è frutto delle ricostruzioni postbelliche, era inserito nell'elenco redatto nel 1901 dalla Direzione Generale delle Antichità e Belle Arti, quale edificio monumentale da considerare patrimonio artistico nazionale.

## Storia e descrizione
Il palazzo nasce presumibilmente nel Trecento con l'unione a una preesistente torre di una casa grande, così descritta da Guido Morozzi nel 1946 (2009): «Il nucleo formato dal palazzo si presenta con uno spartito di quattro armoniche aperture nel piano terra, ritmo che viene ripreso dalle finestre del primo e secondo piano, assai ariose nella loro primitiva conformazione. L'ultimo piano si presenta con una serie di altre quattro finestre, ma di semplice forma quadrata, interrompendo così lievemente la semplice superficie muraria... La facciata del palazzo è rivestita fino alla prima cornice con filaretto di pietra forte, e da questo punto fino alla linea di gronda la muratura mista di mattoni e pietrame presenta tracce di un intonaco con bozze disegnate a graffito costituendo un esempio particolarissimo in quanto l'intonaco stesso sopravanza, sebbene di pochi millimetri, il piano delle bozze delle finestre in modo da disegnarlo maggiormente regolarizzando le frequenti deformità». 
Lo scoppio delle mine tedesche poste in quest'area nell'agosto del 1944 produsse il crollo quasi totale della parte interna dell'edificio, lasciando tuttavia in piedi il fronte, seppure in forte strapiombo. Visto il pregio della fabbrica questo venne consolidato e restaurato dalla Soprintendenza ai Monumenti, con la direzione dell'architetto R. Lloyd, per quanto concerne il palazzo vero e proprio entro il giugno del 1946. 
Sulla base delle tracce segnalate da Guido Morozzi, i piani superiori furono interamente decorati con bozze a graffito. Per il resto il palazzo fu soprelevato e integrato con architettura moderna. Sul fronte è uno scudo fortemente eroso che recava l'arme della famiglia Barbadori. Sull'arco che corrisponde al negozio segnato con il numero 4 rosso è una terracotta invetriata ispirata ai tondi dello spedale degli Innocenti. Presso il portale al 6 rosso, in quello che è evidentemente un blocco antico riutilizzato, si vede un 39 in vernice che risale all'antica numerazione napoleonica; si tratta di metà di un numero civico univoco che individuava questo edificio in tutta la città (in Oltrarno tra 1288 3341). 

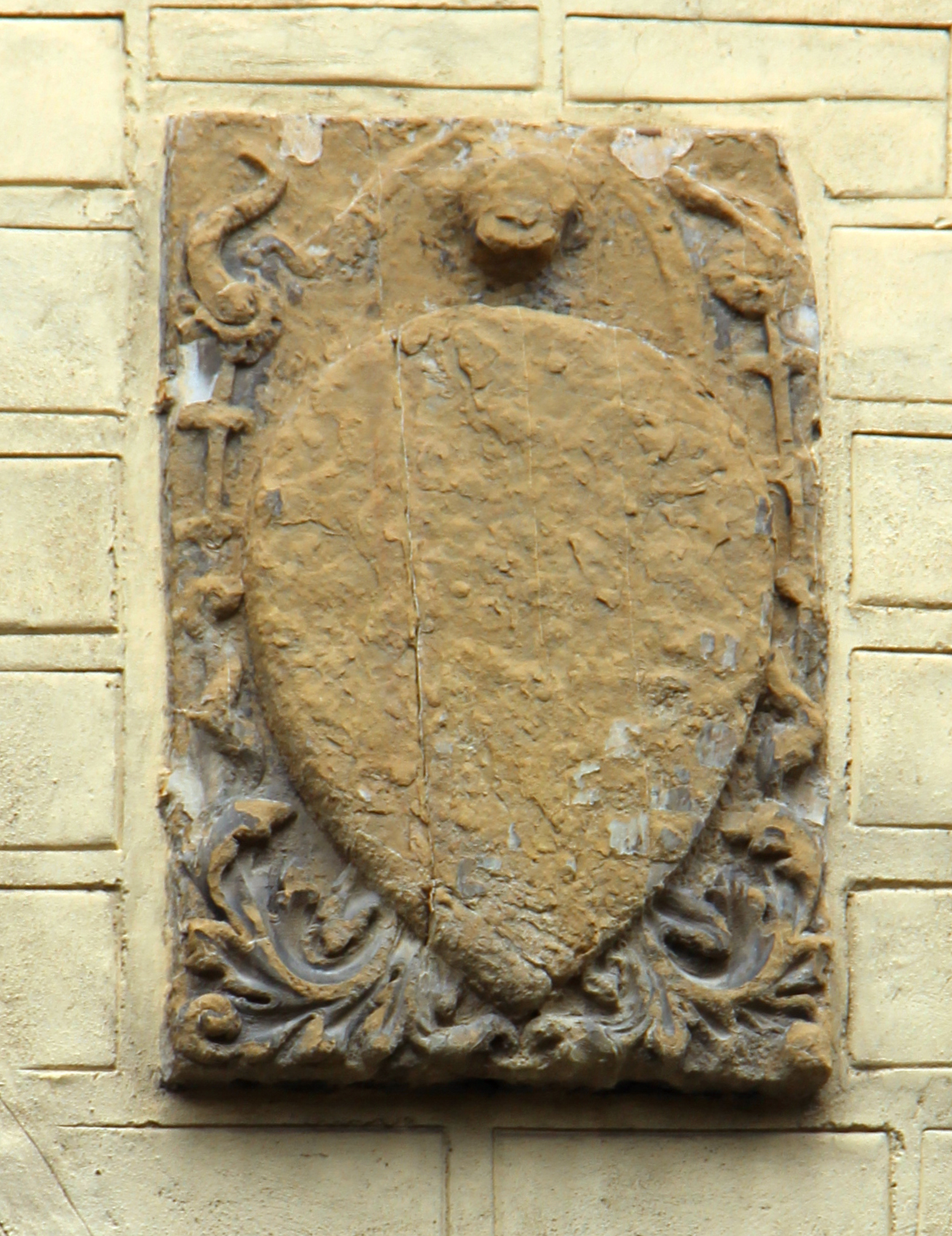
Stemma abraso dei Barbadori
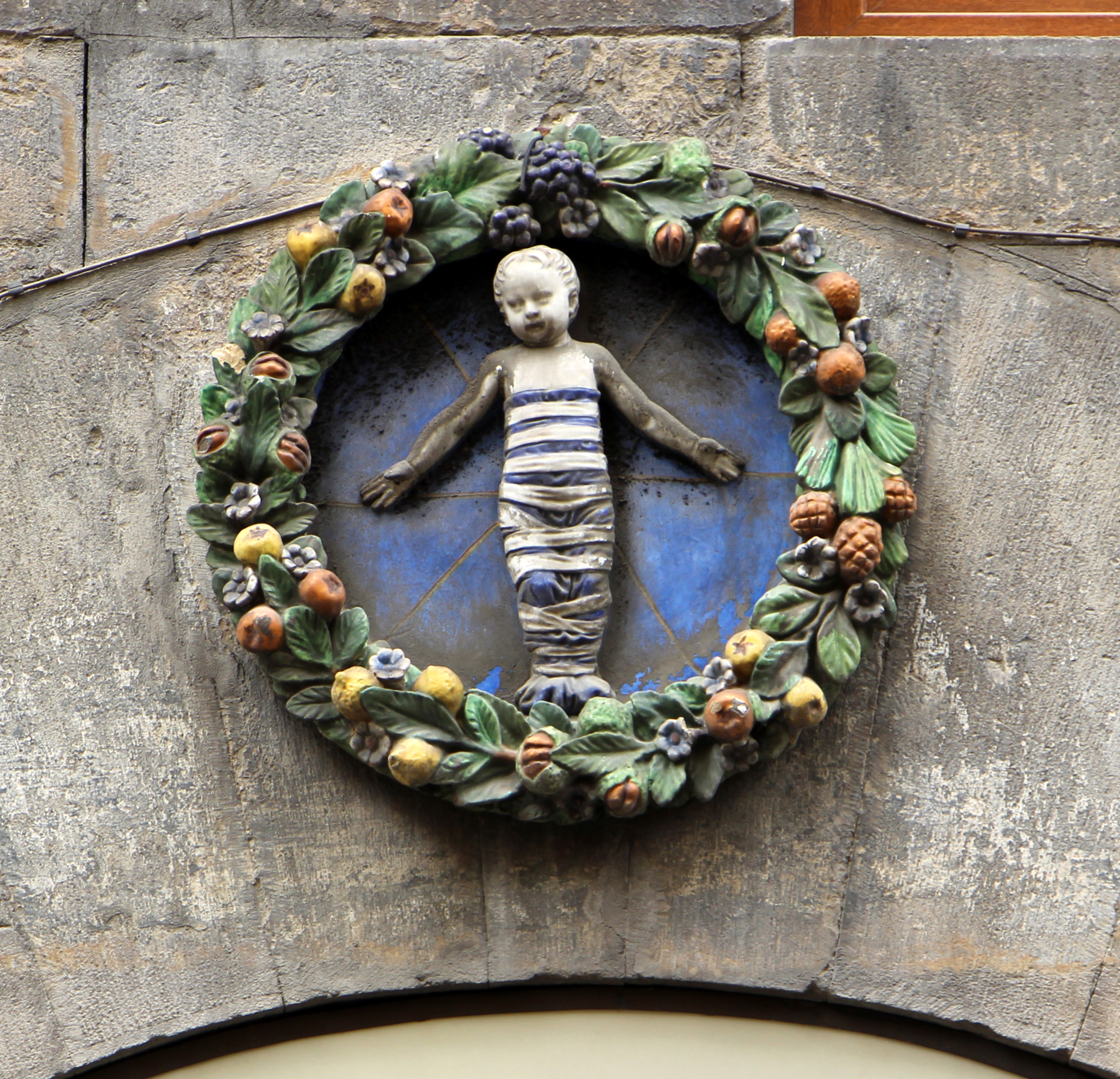
Robbiana moderna
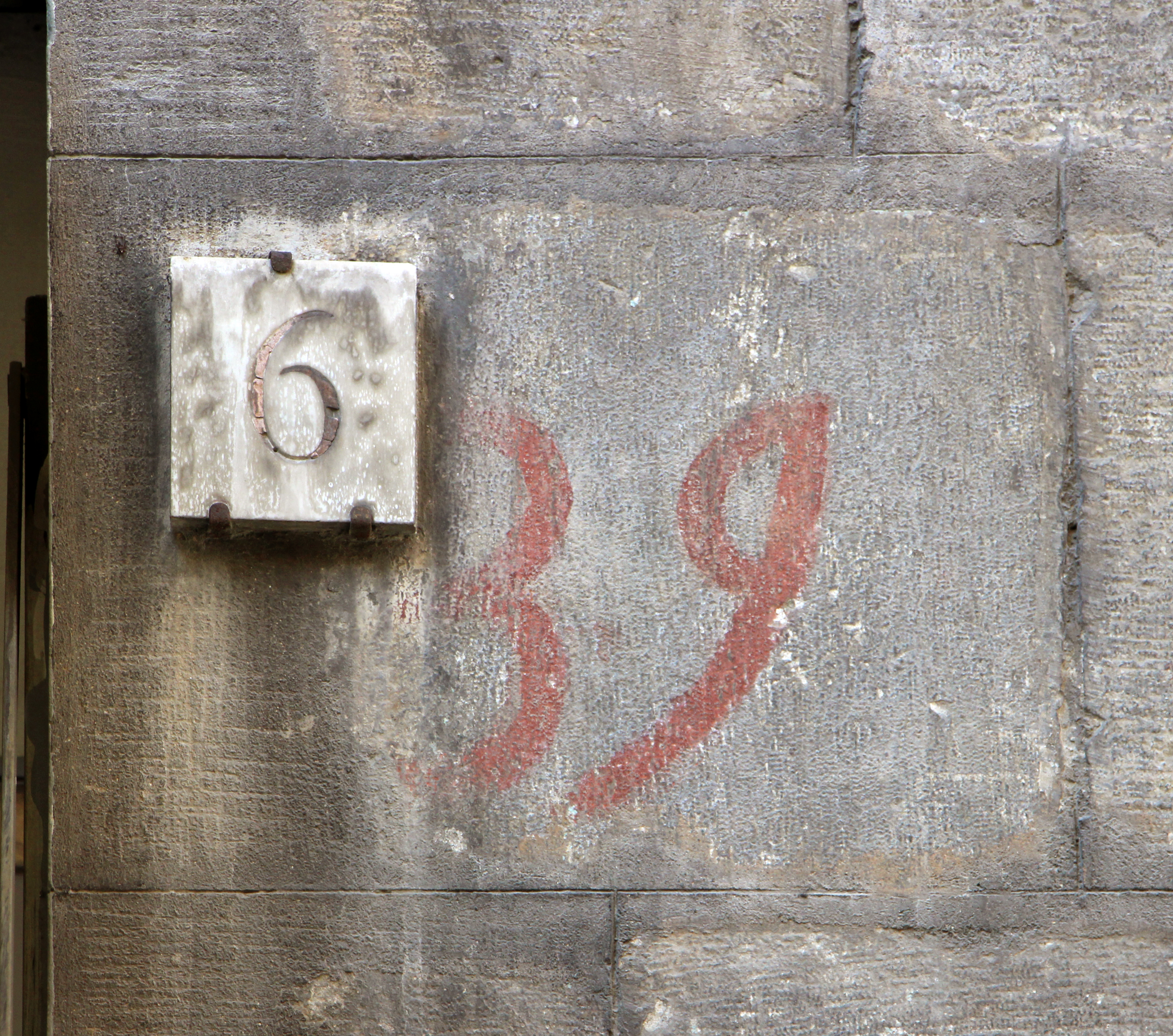
Antica numerazione napoleonica su un blocco originario riutilizzato